# Fritz Wagner
Fritz Wagner (né le 21 février 1913 et mort le 9 septembre 1987 à Küsnacht) était un joueur de football suisse, qui jouait en tant qu'attaquant.

## Biographie
Pendant sa carrière de club, Wagner évolue dans le club du championnat suisse du Grasshopper-Club Zurich, lorsque l'entraîneur autrichien Karl Rappan le convoque pour participer à la coupe du monde 1938 en France, où la sélection parvient jusqu'en quart-de-finale.